# Marco Marchei
Marco Marchei (Castignano, 2 agosto 1954) è un ex maratoneta e mezzofondista italiano.

## Biografia
Nato nel 1954 a Castignano, in provincia di Ascoli Piceno e trasferitosi a Milano nel 1977, è padre di Valentina Marchei, pattinatrice artistica su ghiaccio partecipante ai Giochi olimpici invernali di Soči 2014 e Pyeongchang 2018.
È arrivato in nazionale nel 1977, a 23 anni, partecipando ai Mondiali di corsa campestre di Düsseldorf (102º in 40'03"), ai quali ha preso parte anche tre anni dopo, a Parigi 1980 (59º in 38'42"). Vincitore della Roma-Ostia nel 1979 e 1980, nel 1979 ha preso parte ai 10000 m di mezzofondo all'Universiade di Città del Messico, arrivando 6º in 31'54"9, ma soprattutto ai Giochi del Mediterraneo di Spalato, nella maratona sulla distanza non standard di 41,3 km, conquistando la medaglia d'argento con il tempo di 2h07'15", piazzandosi dietro al greco Michalis Kousis.
Appena prima di compiere 26 anni ha partecipato ai Giochi olimpici di Mosca 1980, nella maratona, terminando 35º con il tempo di 2h23'21".
Nel 1983 ha preso parte ai Mondiali di Helsinki, chiudendo 13º in 2h11'47", suo record personale, e ha conquistato con la squadra italiana un argento in Coppa Europa di maratona a Laredo, arrivando 4º individualmente con il tempo di 2h12'49".
A 30 anni ha partecipato di nuovo alle Olimpiadi, quelle di Los Angeles 1984, sempre nella maratona, terminando 43º con il tempo di 2h22'38".
Dopo il ritiro ha lavorato come giornalista sportivo.

## Palmarès
| Anno | Manifestazione          | Sede              | Evento         | Risultato | Prestazione | Note  |
| ---- | ----------------------- | ----------------- | -------------- | --------- | ----------- | ----- |
| 1977 | Mondiali di cross       | Düsseldorf        | Corsa seniores | 102º      | 40'03"      |       |
| 1979 | Universiade             | Città del Messico | 10000 m piani  | 6º        | 31'54"9     |       |
| 1979 | Giochi del Mediterraneo | Spalato           | Maratona       | Argento   | 2h07'15"    | [ 4 ] |
| 1980 | Mondiali di cross       | Parigi            | Corsa seniores | 59º       | 38'42"      |       |
| 1980 | Giochi olimpici         | Mosca             | Maratona       | 35º       | 2h23'21"    |       |
| 1983 | Mondiali                | Helsinki          | Maratona       | 13º       | 2h11'47"    |       |
| 1984 | Giochi olimpici         | Los Angeles       | Maratona       | 43º       | 2h22'38"    |       |

## Campionati nazionali
1980
- 5º ai campionati italiani di maratonina, 30 km - 1h33'42"

## Altre competizioni internazionali
1978
- 4º alla Maratona di New York ( New York) - 2h16'54"

1979
- Oro alla Roma-Ostia ( Roma) - 1h27'10"

1980
- Oro alla Roma-Ostia ( Roma) - 1h34'01"
- Argento alla Maratona di Boston ( Boston) - 2h13'20"

1982
- 4º alla Maratona di Roma ( Roma) - 2h12'38"

1983
- 4º in Coppa Europa di maratona  Laredo), individuale - 2h12'49"
- Argento in Coppa Europa di maratona  Laredo), a squadre